# Publicité sur le lieu de vente
Pour les articles homonymes, voir PLV.
La publicité sur le lieu de vente (ou PLV) regroupe « l'ensemble des moyens utilisés par les fabricants ou les distributeurs pour valoriser les marques (ou plus élémentairement les produits) au sein du magasin. »
Sur le lieu même de la vente et en direction du client présent, son objet est de mettre en œuvre, de façon pertinente et efficace, les techniques de communication (au sens large) ainsi que les techniques et matériels publicitaires (dans un sens plus précis).

## Genèse du terme
L'expression « publicité sur le lieu de vente » et son abréviation « PLV » apparaissent en France à la fin des années 1950.
Richard Nelkène, à l'origine du terme, est le créateur et premier président du SNPLV, le syndicat national de la publicité sur le lieu de vente. Le terme PLV a été repris dans les années 1970 par le Popai (Point Of Purchase Advertising Institute), l'organisme professionnel de la PLV à travers le monde.

## Enjeu de la PLV
L'objectif est de pousser le produit vers le consommateur (marketing push) par une mise en évidence efficace. Dernier maillon de communication entre le produit et le consommateur, sa présence peut être décisive dans l’acte d’achat. Pour illustrer l’importance de la PLV, il faut savoir que le client se décide au dernier moment dans son acte d’achat dans 55 % des cas.
Des études menées dans les hypermarchés montrent que, combinée au conditionnement et à l'emballage (packaging), la PLV joue un rôle déterminant notamment dans la vente en Libre-service (supérettes, supermarchés, hypermarchés, grandes surfaces spécialisées) :
- Un produit dispose de huit secondes pour attirer l'œil du consommateur
- Près des 2/3 des achats résultent d'une décision prise dans le cadre du point de vente
- Une sollicitation plus ou moins forte sur la surface de vente peut déclencher des achats d'impulsion

En application des principes du Merchandising la PLV s'inscrit dans les trois fonctions suivantes :

### Attirer l’attention
Il est prouvé que l’efficacité de la PLV est forte quand elle fait appel à des éléments visuels familiers pour le consommateur (en particulier lorsqu'ils sont utilisés par ailleurs dans les campagnes médias par exemple) : L'emballage ou le logo, sont les premiers éléments d'identification pour la majorité des produits. En cas de lancement ou de relancement d'une marque, d'une gamme ou d'un produit, la PLV doit être capable, notamment  de compenser le défaut de familiarité chez le consommateur en faisant appel à l'innovation, à sa curiosité ou à son intérêt pour retenir son attention sur un produit qui apparait ou qui change.

### Impliquer le consommateur
La PLV doit susciter l'arrêt du consommateur, lui donner à réfléchir et/ou à évaluer l'offre qui lui est présentée : ceci afin que le consommateur devienne observateur intéressé, puis acteur (et non simple récepteur des informations et des offres). Dans cet esprit, les PLV « nouvelle génération » visent à développer de plus en plus l’interactivité
entre le chaland et le produit offert.

### Vendre le produit
La PLV doit mettre en évidence, de manière simple, les avantages du produit concerné : une accroche, un slogan ou un chiffre marquant (remise, prix attractif, etc.). Le bon choix du paramètre décisif suffit à accroître substantiellement les ventes d’un produit, chez un détaillant ou dans une grande surface.

## Les principaux outils de la PLV

### Effet visuel
- Affiches et affichettes de présentation ou de promotion.
- Vitrauphanies apposées sur les vitrines.
- Drapeaux promotionnels, aussi appelés « Stop rayon ».

### Effet auditif
Musique d'ambiance, annonces promotionnelles, annonces de « vente-minute », actualités du magasin, etc.

### Effet d'ambiance
- Présentoirs, si possible hors du commun (par exemple une reproduction géante de l'emballage).
- Stands d'exposition, de dégustation, de démonstration, avec éventuellement la présence d'un(e) animateur (-rice) ou démonstrateur (-trice).

### Outils électroniques
- Télévisions : spots télévisés, présentations...
- Écrans tactiles (interactifs).
- Vidéo projections (de logos, de produits, d’accroches).
- étiquette numérique
- La PLV AO (PLV Assistée par Ordinateur) pour la projection sur écrans LCD ou Plasma confère un caractère dynamique à la PLV. L'écran, relié à un serveur, peut produire un affichage aléatoire ou programmé.

## Bilan et contrôle de l'emploi de la PLV

### Problème de sa pertinence
La forme et le contenu de la PLV doivent s'articuler et accompagner des éléments existants  : 
- respect de l'image de marque du fabricant et du produit : Produits de grande consommation et produits de luxe n'ont pas recours aux mêmes matériels de PLV.
- adéquation à la nature du produit : Les produits complexes peuvent nécessiter des matériels spécifiques (par ex : bornes interactives) alors que les produits simples ne requièrent généralement pas des outils sophistiqués.
- lien avec la politique de communication développée par le fabricant ou le distributeur : La PLV en place doit faire que le consommateur puisse faire le lien (rappel d'un message publicitaire TV, respect du graphisme, du code couleur et de la signalétique du fabricant ou du distributeur).

### Problème de son adaptation au lieu de vente
Les surfaces de vente étant limitées, le recours à la PLV doit être optimisé (les responsables de magasin sont très sélectifs en la matière).
Le rôle de la PLV n'est pas identique selon la nature et la taille du lieu de vente.

#### Rôle de la PLV, dans un magasin en libre-service
La mise en place de la PLV doit s'articuler avec le plan de marchandisage général du magasin qui est censé définir les éléments structurants de l'action promotionnelle du point de vente : tête de gondole, Points chauds, opérations de mise en avant, théâtralisation et décoration des surfaces et des linéaires, organisation d'opération trade marketing, campagnes de tracts, colonnes publicitaires, affichage magasin (parking, hall ou portes d'entrées, allées...)

#### Rôle de la PLV, dans un magasin sans libre-service
Bien que la présence de vendeurs soit dans cette formule le paramètre dominant dans le pilotage des ventes, l'usage de la PLV - même restreint - représente un complément d'aide à la vente ou de provocation aux achats d'impulsion.

### Problème de sa faisabilité
- Réalisme du coût de revient des outils en regard du coût et de la nature du produit, ainsi que des résultats à obtenir (en termes de CA, de marge, ou de notoriété...).
- Facilité et rapidité de mise en place dans les linéaires ou les surfaces de vente.
- Accord négocié entre le fabricant et le distributeur sur les conditions d'installation (lieux, modalités, durée).

### Problème de sa rentabilité
En dehors de la mise en place effective dans les lieux de vente, il est nécessaire de vérifier la rentabilité de telles opérations. L’analyse des résultats de ventes comparés aux ventes hebdomadaires est le critère généralement retenu. La marge dégagée par les ventes supplémentaires doit couvrir au minimum le coût de la PLV (y compris l’animation s’il y en a une). Les résultats ne sont pas toujours positifs au premier achat mais il faut tenir compte des effets de rémanence. En effet, un client gagné au cours d’une opération d’animation peut générer plusieurs achats et ce n’est que lors des deux ou trois achats suivants que l’investissement sera amorti.

### Adéquation à la défense de l'environnement
Désormais certains fabricants de PLV proposent des solutions écologiques avec par exemple des structures en bambous ou des supports d'impressions bénéficiant de la certification PEFC.
L'utilisation de certaines bâches offre la possibilité de recycler le produit et donc de limiter son impact sur l'utilisation des ressources naturelles.
Parler de réelle contribution à la défense de l'environnement est cependant erroné, puisque la vraie défense de l'environnement consiste à réduire notre consommation... ce qui est donc peu compatible avec la publicité, dont le but est d'accroître la consommation.

## MPV ou le Marketing sur le Point de Vente
Le terme PLV est aujourd'hui jugé trop limitatif pour prendre en compte de nouveaux supports et techniques comme le «digital media», le marketing mobile, les moyens interactifs, ainsi que les derniers développements de l'architecture commerciale. L'ex président du POPAI, Pierre-Alain Weill, lance dès 2007 une campagne pour faire évoluer le concept de PLV vers le  MPV : « marketing sur le point de vente ».
Le MPV est censé mieux répondre aux attentes du consommateur-acteur : 
- Stimulation, exaltation, stimuli hétérogènes
- Sensations, attractivités et plaisirs renouvelés
- Lieux de vente attractifs, multi-sensoriels
- Notion de relation et fidélisation personnalisées

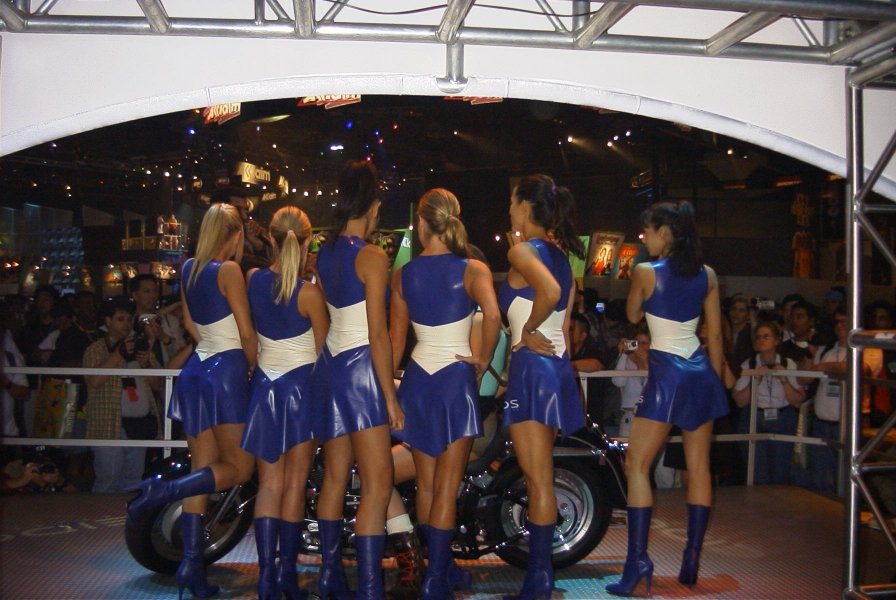
Forme de « retailtainment »

Le MPV s'efforce d'introduire de nouvelles techniques : 
- La communication dite chirurgicale : « one to one »
- Le « retailtainment » : qui allie distribution et divertissement[6]
- La Théâtralisation des distributeurs [7]
- Le « fun shopping », qui allie commerce et loisir : le lieu de distribution devient un lieu festif, plus proche du client

Il existe une association internationale de promotion des techniques de marketing sur le point de vente : le Point Of Purchase Advertising Institute, plus connu sous l'acronyme Popai. Popai publie, dans 18 pays à travers le monde, des études sur le comportement du consommateur, les méthodes pour calculer le coût du contact au point de vente. L'association est présente en France et fédère aujourd'hui 110 adhérents.